# Ruy, Isère
Ruy là một xã thuộc tỉnh Isère trong vùng Rhône-Alpes đông nam nước Pháp. Xã này nằm ở khu vực có độ cao trung bình 260 mét trên mực nước biển. Theo điều tra dân số năm 1999 của INSEE có dân số là 3762 người.
Sông Bourbre tạo thành phần lớn ranh giới tây nam thị trấn.